# Грустный дэнс (песня)
«Грустный дэнс» — песня украинской поп-группы Artik & Asti при участии российского певца Артёма Качера, выпущенная 14 февраля 2019 года на лейбле Warner Music Group. Песня вошла в дебютный мини-альбом группы 7 (Part 1).

## Музыкальное видео
29 марта 2019 года вышел музыкальный видеоклип на песню. Интернет-издание ТНТ Music поместило видеоклип на 11 строчку лучших клипов 2019 года.

## Успех
После релиза музыкальный сингл начал набирать популярность, попав во множество чартов.

### Награды и номинации
| Год  | Церемония          | Рейтинг             | Результат | Прим. |
| ---- | ------------------ | ------------------- | --------- | ----- |
| 2019 | Новое радио Awards | Лучшая коллаборация | Победа    | [ 5 ] |
| 2021 | Муз-ТВ             | Лучшая коллаборация | Номинация | [ 6 ] |

### Итоговые списки
| Год  | Издатель      | Рейтинг                | Место | Прим. |
| ---- | ------------- | ---------------------- | ----- | ----- |
| 2019 | Яндекс.Музыка | Топ-10 песен           | 3     | [ 7 ] |
| 2019 | Apple Music   | Топ-10 песен в России  | 1     | [ 7 ] |
| 2019 | ВКонтакте     | Топ-30 треков          | 1     | [ 8 ] |
| 2019 | ТНТ Music     | Лучшие клипы 2019 года | 11    | [ 3 ] |

## Чарты

### Ежедневные чарты
| Чарт (2019)         | Высшая позиция |
| ------------------- | -------------- |
| Мир (Boom)          | 1              |
| Мир (Одноклассники) | 2              |

### Ежемесячные чарты
| Чарт (2019)                        | Высшая позиция |
| ---------------------------------- | -------------- |
| Мир (Top Radio Hits)               | 1              |
| Москва (Top Radio Hits)            | 5              |
| Киев (Top Radio Hits)              | 13             |
| Россия (Top Radio & YouTube Hits)  | 1              |
| Украина (Top Radio & YouTube Hits) | 3              |
| Россия (Top YouTube Hits)          | 4              |
| Украина (Top YouTube Hits)         | 2              |

### Годовые чарты
| Чарт (2019)                        | Высшая позиция |
| ---------------------------------- | -------------- |
| Россия (Top Radio & YouTube Hits)  | 1              |
| Украина (Top Radio & YouTube Hits) | 5              |
| Россия (Top YouTube Hits)          | 9              |
| Украина (Top YouTube Hits)         | 7              |